# Кліфтон (округ Монро, Вісконсин)
Кліфтон (англ. Clifton) — місто (англ. town) в США, в окрузі Монро штату Вісконсин. Населення — 733 особи (2020).

## Демографія
Згідно з переписом 2010 року, у місті мешкало 690 осіб у 198 домогосподарствах у складі 156 родин. Було 256 помешкань
Расовий склад населення:
| - 97,1 % — білих - 1,7 % — азіатів - 0,9 % — чорних або афроамериканців |

До двох чи більше рас належало 0,3 %. Частка іспаномовних становила 0,3 % від усіх жителів.
За віковим діапазоном населення розподілялося таким чином: 39,7 % — особи молодші 18 років, 49,9 % — особи у віці 18—64 років, 10,4 % — особи у віці 65 років та старші. Медіана віку мешканця становила 27,1 року. На 100 осіб жіночої статі у місті припадало 116,3 чоловіків;  на 100 жінок у віці від 18 років та старших — 107,0 чоловіків також старших 18 років.
Середній дохід на одне домашнє господарство  становив 68 261 долар США (медіана — 61 563), а середній дохід на одну сім'ю — 79 292 долари (медіана — 72 500). Медіана доходів становила 41 875 доларів для чоловіків та 34 792 долари для жінок. За межею бідності перебувало 29,9 % осіб, у тому числі 50,0 % дітей у віці до 18 років та 8,2 % осіб у віці 65 років та старших.
Цивільне працевлаштоване населення становило 256 осіб. Основні галузі зайнятості: виробництво — 17,6 %, освіта, охорона здоров'я та соціальна допомога — 16,8 %, будівництво — 12,9 %, сільське господарство, лісництво, риболовля — 12,1 %.